# إبراهيم فايق
إبراهيم فايق (9 سبتمبر 1984 - ): صحفي ومقدم برامج مصري، مختص بالشأن الرياضي، ويعمل في قنوات مجموعة إم بي سي.

## حياته
تخرج إبراهيم فايق من كلية الآداب ، جامعة حلوان في عام 2005، وسرعان ما بدأ مشواره في الإعلام الرياضي، وبدأ مسيرته كمحرر رياضي، حيث عمل في عدد من الصحف والمواقع الإلكترونية. شملت محطاته الأولى جريدة الدستور، حيث شغل منصب مشرف القسم الرياضي.
يعد فايق من الأسماء البارزة في تقديم البرامج التحليلية، ومن أبرزها "جمهور الثالثة" و"ملعب 9090"، و"الكورة مع فايق".

## مؤلفات
في عام 2020، أصدر إبراهيم فايق كتابًا بعنوان "الحريف"، حيث استعرض من خلاله أبرز القضايا والشخصيات الرياضية، ليعكس وجهة نظره وتحليلاته في مجال كرة القدم.